# キッパー (民族衣装)

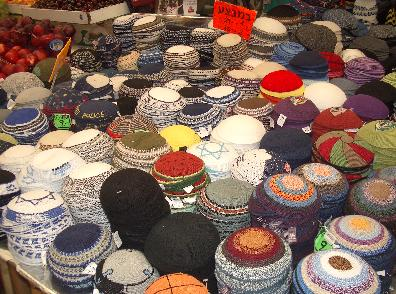
キッパーを売る店（2004年6月、エルサレムにて）

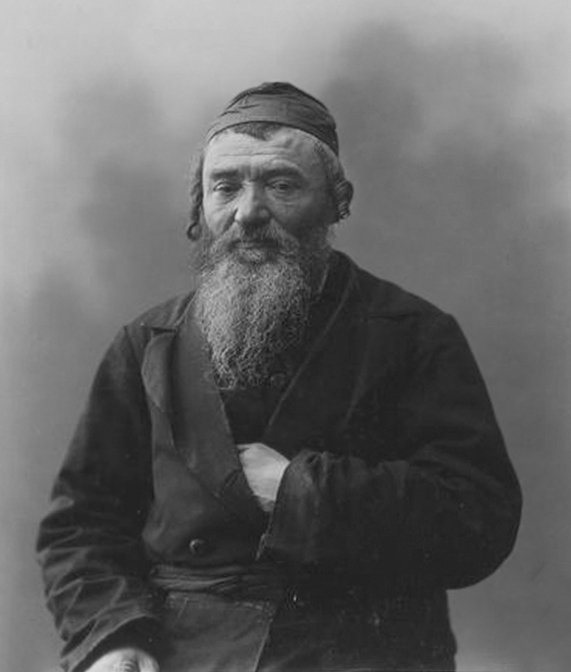
ヤルムルケを被るキシナウ出身ユダヤ人

キッパー、キッパ（כִּפָּה, kippa、kippah, 複数形：כִּפּוֹת kippôth）とは、ユダヤ教の民族衣装の一種。男性がかぶる帽子のようなもの。イディッシュ語でヤルムルケ (yarmulke)、ヤームルカ (yarmulkas) ともいう。これはポーランド語ヤルムルカ (jarmulka) に由来する。ケップル、ケッペル（kepl）、カップル（capple）ともいう。スカルキャップ（skullcap）という「頭蓋」類の帽子に分類され、キリスト教徒のカロッタやイスラム教徒のターキーヤ（Taqiyah）に似ている。
小さな皿状の形をしており、頭の片隅に乗せるようにしてかぶる。かぶる位置はどこでも良い。小さなものは、ピンで留めるようにしてかぶる。
シナゴーグなどユダヤ教の聖所に入る時には、原則として男子はキッパーを被ることとされる。嘆きの壁などでは、入口に外国人観光客向けの貸出し用のキッパーが用意されており、観光客はこれをかぶり入場する。

## 起源
ミクラー（キリスト教徒の言う「旧約聖書」）にもラビ文学にも明確な言及が無いが、タルムードに着帽についての記事が書かれている。
キリスト教徒が脱帽するので、その逆を行ったとも説明される。

## 意味
神に対して頭を隠すことて、神に対しての謙遜の意思を表す意味があるという。直訳は「ドーム」。ドイツ語の起源であるゴート語のカペル(Kappel)（チャペル、教会堂）はこの語に由来し、東方ユダヤ教徒が用いるイディッシュ語由来とされるウィーン地方の方言「カプルKappl」は帽子を指す。